# Niesakero
Niesakero är en kulle i Finland. Den ligger i Kolari kommun och landskapet Lappland, i den norra delen av landet, 800 km norr om huvudstaden Helsingfors. Toppen på Niesakero är 361 meter över havet.
Terrängen runt Niesakero är platt söderut, men norrut är den kuperad. Trakten runt Niesakero är nära nog obefolkad, med mindre än två invånare per kvadratkilometer. Närmaste större samhälle är Äkäslompolo, 13,3 km norr om Niesakero. 